# Rebel·lió dels Taiping
La Rebel·lió dels Taiping, també coneguda com la Guerra Civil de Taiping o la Revolució de la Gran Pau, va ser una guerra civil a la Xina entre la dinastia Qing i el Regne Celestial Taiping. El conflicte va durar 14 anys, des del seu esclat el 1850 fins a la caiguda de Nanquín controlada per Taiping el 1864. Tanmateix, les darreres forces rebels no van ser derrotades fins a l'agost de 1871.

## Introducció
El conflicte va iniciar-se l’any 1850, amb una escalada de la violència que acabaria desembocant en l’aixecament de la província de Jintan, i s’estendria fins a l'any 1864, amb la caiguda de la capital dels revoltats. Tanmateix, molts dels combatents táiping que van aconseguir escapar-se de la repressió van mantenir-se actius fins a l’agost de 1871, quan l’últim reducte va ser erradicat. S’estima que el seu cost humanitari es va saldar amb més de 20 milions de morts, aproximadament una desena part de la població de l'època. Així doncs, malgrat que les forces imperials Qing van guanyar decisivament, la lluita va tenir un gran cost humanitari i material que agreujaria profundament l’estructura fiscal i política del govern. Per aquest motiu, el conflicte és considerat un impuls decisiu en el declivi de la dinastia manxú.
Al capdavant de les forces imperials es trobava l’emperador Xianfeng i els seus generals, tot i que les seves decisions estaven sotmeses als designis de l’emperadriu Cixi. Per l’altre costat, l’aixecament i, posteriorment, la formació del Regne Celestial va estar encapçalada per Hong Xiuquan, un fanàtic religiós pertanyent a l’ètnia hakka (un subgrup dels Han que es troba al sud del país). La ideologia de Hong convergia un esperit nacional contrari als manxús amb una visió pròpia del cristianisme. Amb ella es consolidaria la Societat d'Adoració a Déu [拜上帝会: Bài shàngdì hu], les característiques de la qual aconseguirien conjugar una massa cada vegada més important de la població, descontenta amb la deriva que havia agafat l’imperi des d’inicis de segle. D’aquesta manera, aquest moviment acabaria sent un catalitzador del malestar general, fent que els seus objectius transcendissin fins plantejar la transformació total de l’estat: En lloc de suplantar la classe dirigent, els taipings intentarien capgirar l'ordre moral i social de la Xina establint un règim propi d’oposició, el Regne Celestial.
Tot i que el moviment va iniciar-se al sud de l’imperi, els revoltats van expandir-se gradualment cap al nord, ocupant i combatent en una àmplia extensió del territori entre la vall mitjana i baixa del Iang-Tsé, on la lluita va adquirir els tons d'una guerra civil. A la província de Jiangsu van conquerir la important ciutat de Nanjing (llavors anomenada Jiangning), establint-hi la seva seu sota el nom de Tianjing (“Capital Celestial”). Aquest regne alternatiu va arribar a governar sobre una quantitat estimada de 30 milions de persones.

El conflicte s'estengué per la major part de les províncies del centre i sud de la Xina, convertint-se en el principal desafiament de la dinastia Qing. Per això, malgrat les guerres transicionals contra la Dinastia Ming i les posteriors Guerres de l'Opi, es considera un dels conflictes més sanguinaris de la història de la Xina i el més gran del segle XIX, superant àmpliament les pèrdues humanes que s'arribarien a produir durant la Primera Guerra Mundial. El nivell de persones desplaçades superaria els 25 milions. Moltes d’aquestes van escapar de les poblacions assolades pel conflicte, buscant refugi als assentaments estrangers o a les regions frontereres de l’imperi. En general, la rapidesa amb què es va intensificar la violència va definir la guerra amb una brutalitat extrema i desconcertant per part d’ambdós bàndols. Si més no, mentre que l'exèrcit Taiping era una força popular organitzada que s'enfocava a erradicar la minoria manxú i expandir els seus dominis, els exèrcits imperials estaven, en bona part, formats i dirigits per militars experimentats que van promoure (a vegades amb el suport de les potències occidentals) la massacre generalitzada de civils; com la que va produir-se durant l'ocupació de Tianjing (1864).

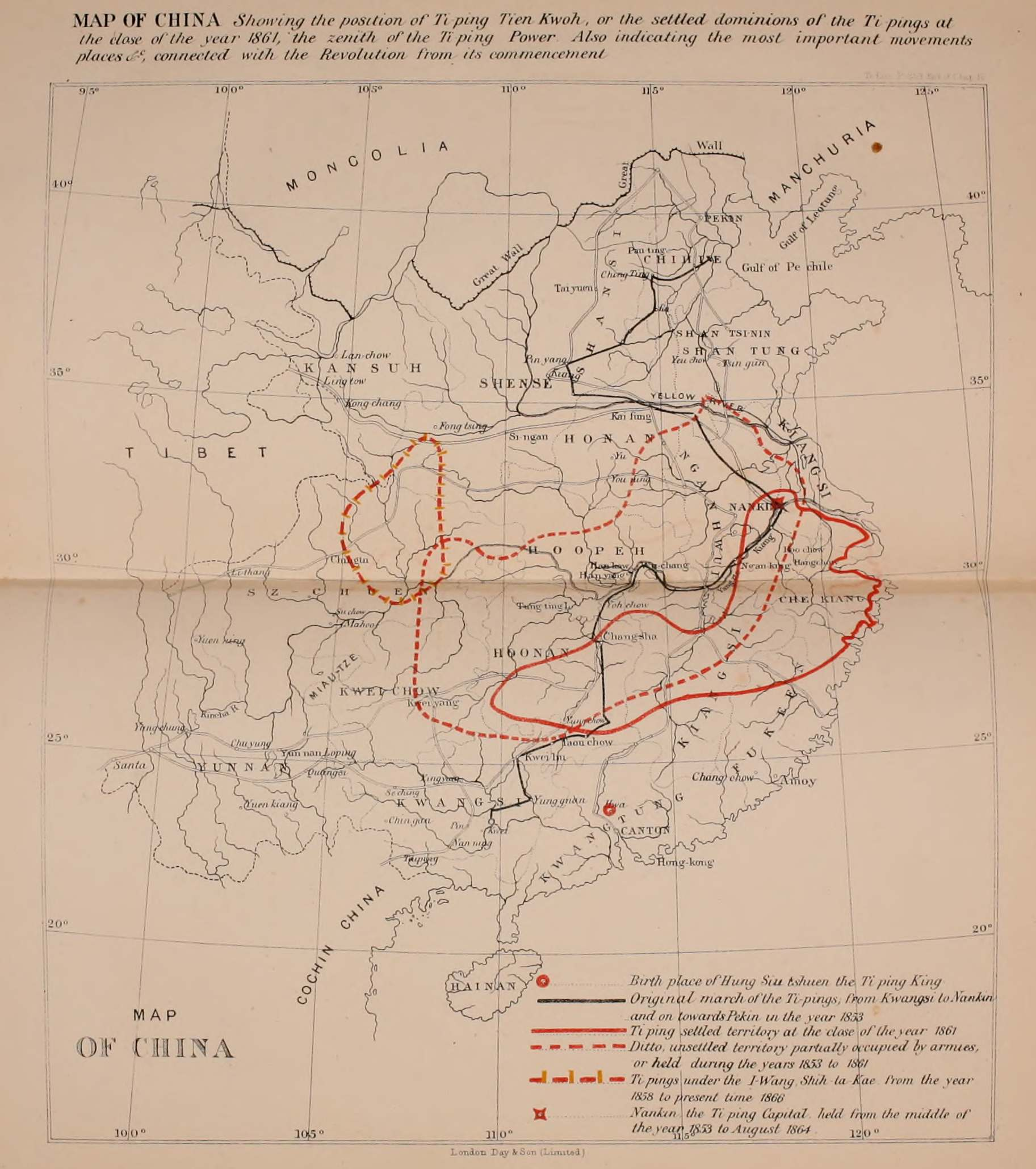
Mapa de la rebel·lió de Taiping dibuixat per Augustus Frederick Lindley (1866)

Les debilitats dels Taiping es van accentuar arran de les disputes internes entre la facció de Hong i la del general Yang Xiuqing, que van ser particularment notables des del 1850 i acabarien manifestant-se amb l'incident de Tianjing (1856). A més, els fracassos en l'expedició a l'actual província de Hebei (1853-1855) van agreujar encara més la seva situació. Paral·lelament, les milícies que lluitaven contra els Taiping a la regió de Hunan es van unificar sota un sol exèrcit, liderat per Zeng Guofan, un terratinent aliat dels Qing. Això va portar els revoltats a experimentar una sèrie de derrotes successives, destacant les de Shanghai i Anqing (1862). Així doncs, després de recórrer el riu Yangtze i recuperar diversos punts estratègics, a la primavera de 1862, un exèrcit de més de 100.000 soldats encapçalats per Zeng van iniciar el setge a la capital dels Taiping. Dos anys després, l’1 de juny de 1864, Hong Xiuquan va morir en circumsàtncies poc clares, i un mes més tard, Tianjing va caure.
Malgrat els catorze anys de guerra civil, així com altres revoltes i conflictes simultanis, la dinastia Qing va intentar implementar una sèrie de reformes destinades a l’autoenfortiment. No obstant això, l'ascens de funcionaris i militars provincials i la translació del descontentament popular cap als estrangers, especialment els occidentals, van precipitar una nova fase de conflictes que finalment van conduir al col·lapse de la dinastia. Sobre això, els historiadors encara es debaten com la implementació i gestió d'aquestes reformes van contribuir a la pèrdua de control central que va culminar amb l'establiment de la República de la Xina (1912–1949) i la recaiguda a un nou període dominat per les guerres civils (1927-1950).

## "Rebel·lió", "Revolució" o "Guerra Civil"?
Els termes que han utilitzat al llarg de la història per referir-se al conflicte o als seus participants serveixen per demostrar la diversitat de perspectives al respecte. Durant el segle XIX, els historiadors de la dinastia mai van referir-se al conflicte com una guerra civil ni com un moviment revolucionari, ja que  de fer-ho, estarien donant credibilitat als Taiping. Per això, sempre van mirar de tractar-la com un període de “caos” [逆: luàn], “rebel·lions” [逆: nì] o “exaltació militar” [軍興: xīngjūn].  Sovint s'hi referien com la Rebel·lió de Hong-Yang [洪楊之亂: Hóng yáng zhī luàn],  remarcant el protagonisme dels dos líders més destacats. Encara que a vegades també l’anomenarien, de manera despectiva, la “Rebel·lió de l’Ovella Vermella” [紅羊之亂: Hóng yáng zhī luàn], ja que en mandarí tradicional els termes “ovella vermella” i “hóng yáng” són homòfons. Pel que fa al terme taiping, aquest està compost per dos caràcters “gran” [太: tài] i “pau” [平: ping]. Sovint, aquest nom no s’acostuma a traduir, ja que a banda d’utilitzar-se de manera general per parlar del conflicte, també serveix per englobar al col·lectiu de persones que conformaven el moviment. Per facilitar la comprensió, en el present article trobareu que s'emprarà el terme “Gran Pau” per referir-se al pròpi moviment o al conflicte, però continuarem utilitzant “Tàiping” per a mencionar, de manera genèrica, als membres d’aquest bàndol.
En l'actualitat, els historiadors xinesos entenen aquest conflicte com un període subaltern al de la dinastia Qing, per això, es refereixen habitualment a aquest amb el títol de “Regne Celestial de la Gran Pau” [太平天国: Tàiping tiānguó]. Aquest nom rebat les definicions més conservadores del conflicte, emfatitzant el propòsit revolucionari dels dirigents i la consolidació del seu moviment popular sota uns paràmetres nacionalistes (amb primacia dels han) o, fins i tot, protocomunistes. L'historiador Jiǎn Yòuwén (1896-1978) va dedicar bona part de la seva carrera acadèmica a aprofundir en aquest últim vessant: Considerava que malgrat el caràcter religiós i antimanxú del moviment, els líders de la revolució no buscaven la substitució de la dinastia regnant per un altre d’ascendència Han, sinó que la seva veritable intenció era canviar el sistema polític i social que els dominava.
Encara ara, la majoria d'historiadors occidentals segueixen referint-se al conflicte amb el títol de "Rebel·lió dels Taiping". Aquesta preservació del concepte “rebel·lió” probablement deriva de la visió tradicional del conflicte, ja que és moltes vegades es parteix de les fonts colonials que, a la vegada, provenen dels historiadors afectes la dinastia manxú, o bé de diplomàtics estretament vinculats al seu règim. A més, les dificultats per accedir a la historiografia xinesa posterior a les guerres civils de principis del segle xx, sumant-hi la construcció del nou règim maoista i la situació global que va generar la Guerra Freda, van contribuir a fer que occident perpetués aquesta narrativa. Per aquest motiu, recentment, acadèmics reconeguts com Tobie Meyer-Fong o Stephen R. Platt han argumentat que continuar utilitzant el terme "rebel·lió" és tendenciós. Aquest terme implica considerar la instauració de la dinastia manxú i la violenta supressió dels revoltats com a pràctiques legítimes, menyspreant la magnitud ideològica del moviment. Per això, consideren que el conflicte s’hauria d’entendre com una “guerra civil” entre dos bàndols. Arran d’aquesta última perspectiva van sorgir propostes més concretes, com la de l’historiador Jürgen Osterhammel, qui ha considerat el moviment d’una autèntica “revolució” a causa de l’escalada violenta de les manifestacions i els objectius de transformació tan radicals que es van promoure.
Finalment, a causa del tràgic desenllaç dels revoltats i a la repressió i censura a què es van sotmetre, desconeixem quins termes empraven per referir-se al conflicte, però pel que fa als dirigents manxús, generalment empraven un caràcter compost [妖: yāo] que significaria “fraudulent” o “malvat”. També és un sinònim poc freqüent per dir “dimoni” o “monstre”; significat que s’ha associat històricament amb les proclamacions que va fer Hong Xiuquan, líder del moviment, qui va considerar que la seva lluita era per combatre i erradicar els “dimonis” manxús i establir la pau a la terra. Tanmateix, la seva naturalesa tindria una evolució al llarg del segle, i encara ara resulta difícil associar-ho directament als regents manxús. Alguns historiadors consideren que, durant el primer terç del segle XIX, el terme podia dirigir-se als sacerdots que veneraven els cultes imperials, o bé als prelats dels seus convents. També és un terme que, a finals del mateix segle, s’empraria contra els occidentals. Però dins del conflicte  aquest identificatiu recauria plenament sobre el col·lectiu manxú. Automàticament, la idea de destronar-los i implantar una nova dinastia d'acord amb els seus dogmes va escalar molt ràpidament, acollint i canalitzant el rebuig d’aquells sectors de la societat que, sense pertànyer necessàriament a la secta dels taiping, volien millorar les seves condicions de vida.
En el cas antagònic, els partidaris Qing els anomenaven “bandits” o “lladres” de Yue [粵匪 o 粵賊: yuè fěi, yuè zéi], en referència als orígens del moviment. De manera col·loquial o despectiva, els manxús també els assignaven noms que ressaltaven els seus cabells llargs. Això és deu al fet que els revoltats no s’afaitaven el front ni es recollien la cabellera en una trena. Aquest acte representava un desafiament directe a l’autoritat dels Qing, ja que des de finals del segle XVII, el llavors emperador Kangxi havia establert una sèrie d’edictes sobre els cànons de vestimenta i bellesa, prohibint els d’herència Han i obligant a seguir els d’herència manxú. Segons Eduard Toda: «Anteriormente los chinos dejaban caer todo el cabello, que peinaban formando un nudo sobre la cabeza, sostenido por una aguja de Marfil o plata, tal como la llevan aún hoy los coreanos. [...]. Los tártaros [manxús] se afeitaban la cabeza, dejándose la coleta por creer que en ella reside la fuerza que tiene en sus crines el caballo, y al dominar el Celeste Imperio obligaron a sus habitantes a imitarlos, imponiendo la pena de muerte á cuántos resistiesen peinarse de esta manera».

Evolució dels dominis de la dinastia Qing entre els segles XVIII i XX.

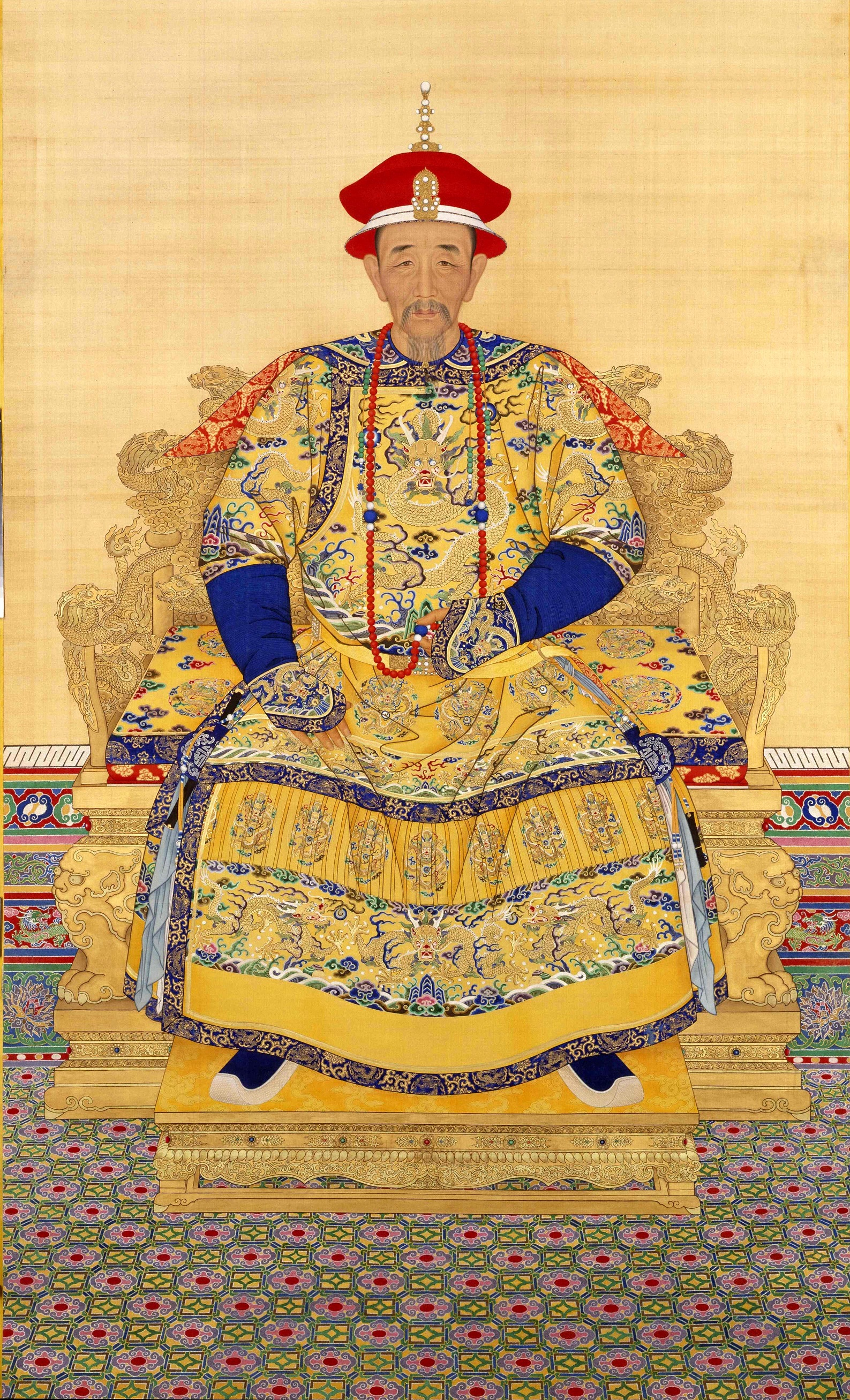
Kangxi

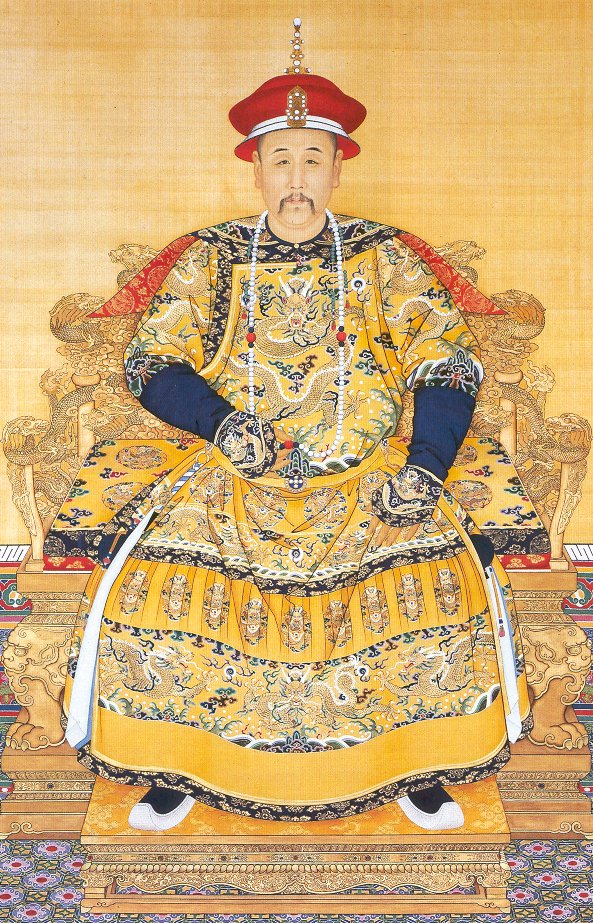
Yongzheng

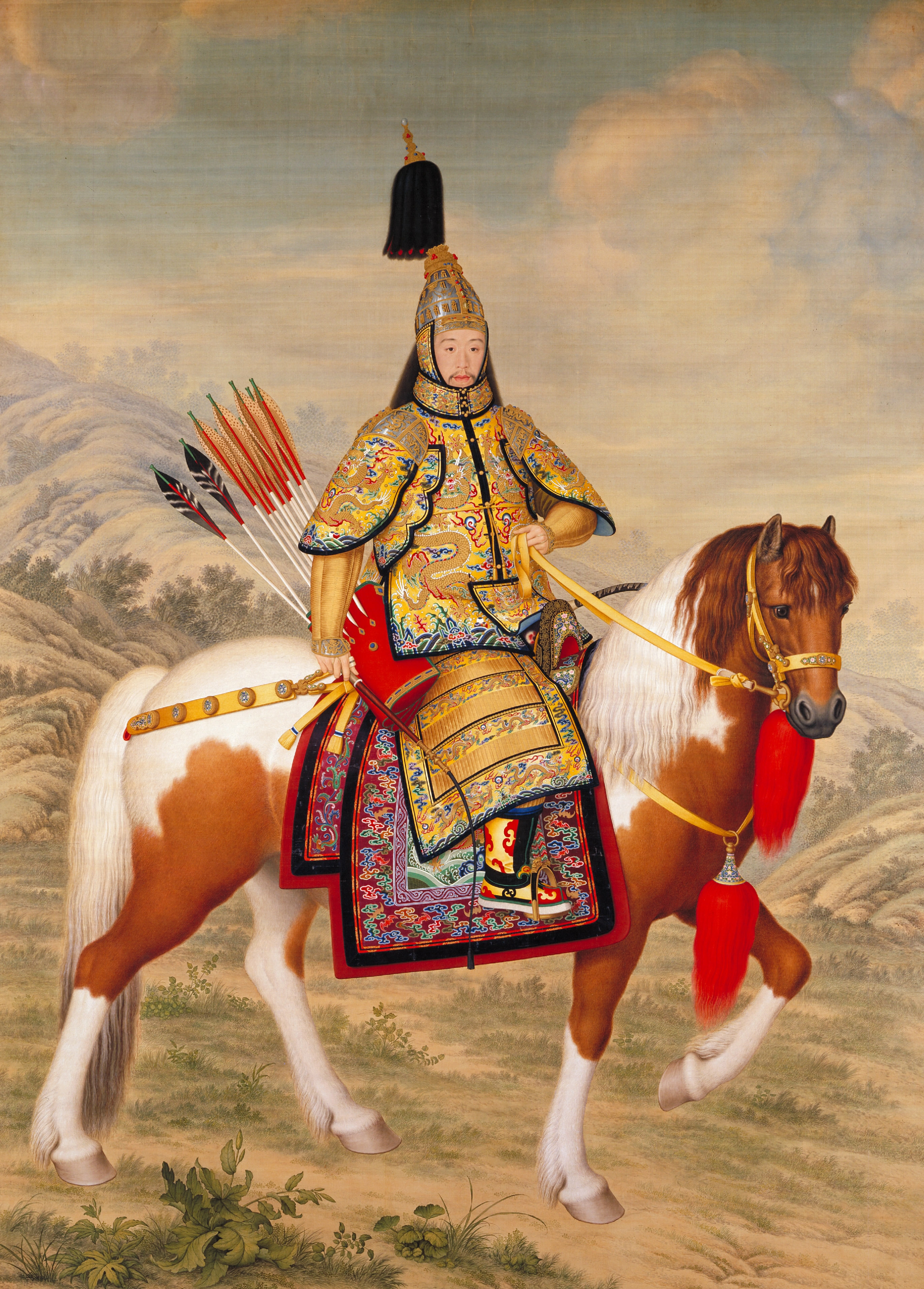
Qianlong

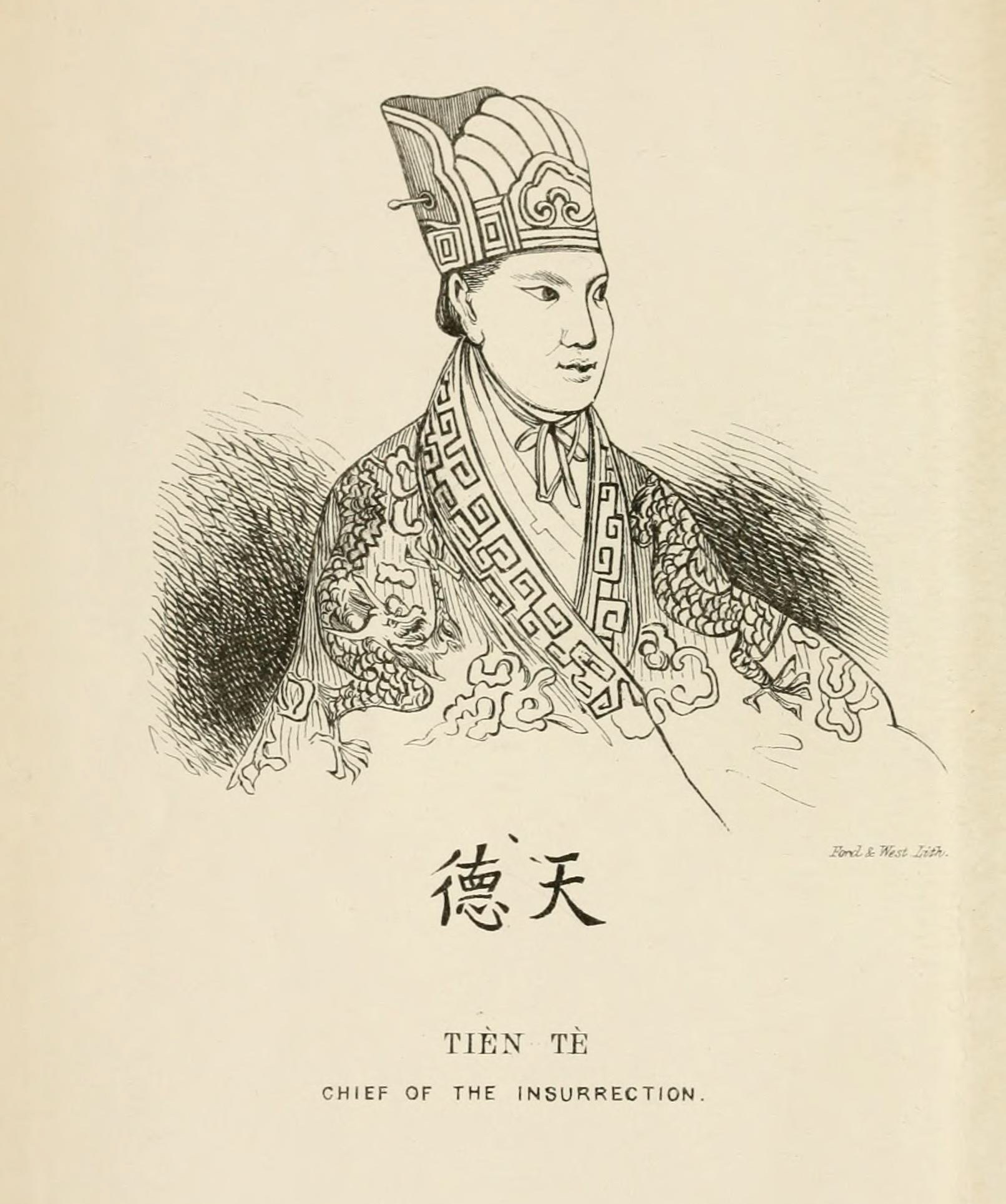
Retrat de Hong Xiquan, vestit com a "Regent Celestial"

## Precedents: La dinastia Qing i la figura de Hong Xiuquan
Després d’una convulsa transició dinàstica, la Xina del segle XVII iniciaria un seguit de transformacions polítiques, econòmiques, socials i territorials sota la direcció d’una nova dinastia d’origen manxú, els Qing. Durant gairebé dos segles, els seus regents obririen les portes a noves maneres d’enfocar el govern, la seva relació amb la societat i el seu tracte amb les desenes d’ètnies que convivien arreu de l’Orient Llunyà. A poc a poc, la dinastia Qing imposaria un govern paternalista d'arrels confucianes amb el qual justificarien la centralització i la seva potestat, comportant la supressió de la diversitat cultural que s’havia aconseguit en temps de la dinastia Ming i augmentant la repressió contra aquells que es manifestaven en contra de la seva voluntat, molts dels quals ja havien sigut víctimes de les purgues polítiques que van continuar amb l'arribada dels manxús.
Al llarg del segle XVIII, a partir de la diplomàcia o la força militar, els emperadors Kangxi, Yongzheng i Qianlong van aconseguir triplicar els dominis de l’imperi, subjugant les grans ètnies de Mongòlia interior i exterior, Sibèria oriental, la Indoxina, el Tibet i de l'Àsia central. Aquest període és àmpliament reconegut com "l'edat d'or de la dinastia Qing", ja que, tot i els costos humans, l'expansió territorial va propiciar un notable creixement econòmic i, especialment, demogràfic: En tan sols un segle i mig, la població va superar els 100 milions d'habitants per sobrepassar els 300 milions, i durant el mig segle següent, la població continuaria augmentant fins a reunir a més de 400 milions. No obstant això, a mesura que es perllongava aquest període de bonança, també es van començar a accentuar els desperfectes del sistema administratiu xinès.
Durant els últims anys de l’emperador Qianlong la corrupció i els favoritismes ja van afectar els cercles oligàrquics de l’administració provincial, mentre que al segle XIX, el continu creixement demogràfic i l’escassetat de recursos, l’augment dels impostos i diversos desastres naturals van començar a pertorbar les províncies frontereres. Simultàniament, el descontrol sobre el tràfic d’opi, el desequilibri de la balança comercial amb occident i les subsegüents guerres de l’Opi només van empitjorar el panorama a la resta de províncies. Davant de la manca de protecció per part de les autoritats imperials, les migracions i el bandolerisme van augmentar, portant moltes persones a refugiar-se a les regions selvàtiques i muntanyoses, on van arribar a establir comunitats al marge del control administratiu.
Des d’aquests enclavaments es van gestar diverses societats secretes i unitats d'autodefensa que, gradualment, van actuar com a catalitzadors del malestar generalitzat i dels traumes en la memòria de les ètnies colonitzades per les forces imperials, promovent l'escalada dels conflictes en l'àmbit local. Des dels darrers anys de la dinastia Ming, la corrupció que infestava els temples i institucions budistes, confucianistes o taoistes ja estava erosionat considerablement la devoció popular pels dogmes oficials de l'imperi. Lluny de poder satisfer les seves necessitats, moltes famílies van abandonar-les per buscar nous suports espirituals en altres institucions minoritàries. Arran d’aquesta situació van començar a sorgir nombroses sectes que s’aprofitaven de les necessitats humanes per guanyar adeptes i adoctrinar la població, cohesionant dogmes religiosos, normalment relacionats amb la salvació, amb un rellevant rerefons ideològic. Entre aquestes sectes, trobaríem la Báiliánjiào (Societat del Lotus Blanc), la qual va estar implicada en diverses revoltes a les províncies de Shandong, Sichuan, Hubei i Shaanxi entre 1770 i 1805, causant entorn d'un centenar de milers de morts. També trobem la Tiandihui, (Societat del Cel i la Terra), i diverses ramificacions com la Pa kua (Societat dels Vuit Trigrames), que l’any 1813 van promoure un aixecament que arribaria a amenaçar la seguretat de la Ciutat Prohibida. Moltes d’aquestes sectes acabarien donant peu a les tríades, la màfia xinesa contemporània.
Pel que fa als antecedents del moviment de la Gran Pau, l'any 1837, un jove anomenat Huoxiu, membre de l'ètnia hakka i nascut als afores de Guangzhou, va suspendre l'examen imperial per tercera vegada. És molt probable que les fonts primàries hagin atribuït alguns components llegendaris per donar més èmfasi al seu arc de personatge històric. Segons elles, després que la seva ambició de convertir-se en funcionari de l’administració imperial es veiés frustrada, el jove es va enfonsar emocionalment fins a patir una crisi nerviosa que el va deixar convalescent. Durant aquesta afecció, Hong va començar a tenir somnis o visions on visitava el cel, descobrint que tenia una família celestial diferent de la seva família terrenal. Segons el jove, el seu “pare celestial” va mostrar-se decepcionat perquè els homes mostraven més devoció als "dimonis" que a ell. També va informar a Hong que el seu nom de pila violava els tabús i havia de ser substituït, suggerint com una opció el nom de “Xiuquan”, que finalment Hong va adoptar. Aquests "dimonis", que els historiadors han identificat directament amb els governants manxús, també representaven diversos preceptes de la tradició cultural i filosòfica xinesa, amb els que Hong discrepava. De fet, en adoracions posteriors, Hong va afirmar que en una d’aquestes visions va trobar-se al mateix Confuci, el qual estava sent castigat per haver enganyat al poble xinès.
L’any 1843 va suspendre els exàmens imperials per quarta i última vegada. Va ser llavors quan Hong va començar a establir paral·lelismes entre les seves visions i el contingut d’uns pamflets cristians que havia rebut d’un missioner protestant anys enrere. Després d'examinar-los, Hong va concloure que havia trobat la clau per interpretar les seves visions: aquest “pare celestial” era Déu (a qui també va identificar amb Shangdi, el déu suprem de la mitologia xinesa), mentre que el seu germà gran, que li havia encomanat la missió de desfer-se dels "dimonis" del món (incloent-hi el govern corrupte de la dinastia Qing i els ensenyaments confucians), era el mateix Jesucrist. Quatre anys després, Hong  va dirigir-se a Guangzhou, on va estudiar la Bíblia amb ajuda d’Issachar Jacox Roberts, un missioner estatunidenc. La seva relació va durar fins a la mort de Hong, però sembla que durant aquest període, la barrera de l’idioma va donar peu a diversos malentesos. Per exemple, el missioner americà es va negar a batejar al xinès, i més tard va declarar que els seguidors de Hong estaven obligats a utilitzar les seves pretensions religioses, a les que va titllar de “burlesques”, per aconseguir els seus objectius polítics.
Poc després que Hong va començar a peregrinar per la província de Guangxi, predicant la seva fe i acollint seguidors. L'any 1844, dos dels adeptes, coneguts com a Feng Yunshan i Hong Rengan, van crear la Societat d'Adoració a Déu. Aquest moviment, que es mantenia afí a la doctrina de Hong, presentava una reinterpretació molt més dinàmica del culte a Shangdi: Combinava diversos preceptes del taoisme, el confucianisme i el mil·lenarisme xinès amb elements del cristianisme, posant un fort èmfasi en la salvació de l'ànima. Això no obstant, no hem de considerar aquesta influència religiosa com un producte de la tasca missionera, ja que aquesta idea desvincularia completament el paper cabdal que exercirien els líders taiping en la creació i direcció de la seva doctrina. A finals d'aquesta dècada, la secta de Hong, que havia aconseguit disposar d’un braç paramilitar, va augmentar el seu nombre de seguidors a canvi de combatre els bandits i pirates que operaven al sud-est de l'Imperi. D’aquesta manera, la influència dels Taiping havia crescut tant que les autoritats Qing, atemorides, van començar a reprimir les seves accions. Aquesta decisió va ser el detonant d’una guerra de guerrilles que ràpidament acabaria convertint-se en una autèntica guerra civil.

## L'inici del conflicte: L'aixecament de Jintian(1850) i l'ocupació de Nanjing(1853)
L'any 1844, Hong i Feng van viatjar a Guangxi per difondre les seves ensenyances entre la població camperola. Després d'un temps, Hong va tornar a Guangdong per continuar redactant la seva pròpia versió de la Bíblia, mentre que Feng es va quedar per continuar amb la tasca, incorporant a Yang Xiuqing i Xiao Chaogui a la secta. Paral·lelament, els funcionaris de Guangxi van organitzar una persecució dels cabdills de la Societat d'Adoració a Déu per acabar amb la seva creixent influència a la província. Això va causar una onada de manifestacions i escaramusses entre les forces imperials i els membres de la secta. Amb l’enduriment de les mesures repressives s’acabaria donant empenta a una espiral de violència i radicalització.

Segell del Regne Celestial de la Gran Pau.

Diferents territoris ocupats pels Taiping durant la guerra.

Cap a finals de la dècada, mentre la violència continuava a petita escala, la província va patir successius desastres naturals que acabarien derivant en onades de fam. En mig d’aquest escenari, la Tiandihui va incentivar diverses revoltes contra les autoritats que acabaria culminant amb una crida generalitzada el juliol de 1850. Arran d’aquesta crida, es van reunir uns 20.000 guerrillers de diverses sectes als afores de Jintan, entre les quals també es trobava la secta de Hong. Ràpidament, un cos de l’exèrcit provincial compost per uns 7.000 homes va mobilitzar-se per sufocar l’aixecament, però davant la desigualtat numèrica van ser rebutjats.
Malgrat la instigació inicial de la Tiandihui, els dirigents Taiping van acabar prenent les regnes de la insurrecció. Aquest canvi es va produir a causa de les connexions que els dirigents de la secta de Hong mantenien amb les cèl·lules subordinades a les principals sectes del sud de l'imperi, i també, als contactes personals amb alguns funcionaris governamentals. Progressivament, el terme "taiping" i la idea de destronar als "emperadors il·legítims" i implantar una un nou règim d’acord amb els seus dogmes va anar estenent-se i guanyant ressò entre els més desfavorits que, sense pertànyer necessàriament a cap secta, van unir-s’hi amb l'objectiu de millorar les seves condicions de vida. Amb aquesta creixent atracció, el gener de 1851, Hong es va veure amb la potestat d’autoproclamar-se Rei Celestial del Regne de la Gran Pau [太平天国天王: Tàipíngtiānguó tiānwáng]. Cal recalcar que, a diferència de les jacqueries que ens podíem trobar a Europa, una de les característiques més sorprenents d’aquest tipus de reaccions era un profund sentit de l’ordre i la disciplina. L'autoritat que prenia el relleu de l'administració imperial a les zones on la insurrecció havia triomfat era una administració camperola plenament autònoma i organitzada. Per altra banda, amb la idea d'assegurar-se la seva prevalença, les grans societats es mantenien fidels als principis fonamentals que regien les comunitats anteriorment esmentades; ja fossin jerarquies, professions, cotitzacions o simples vincles fraternals.

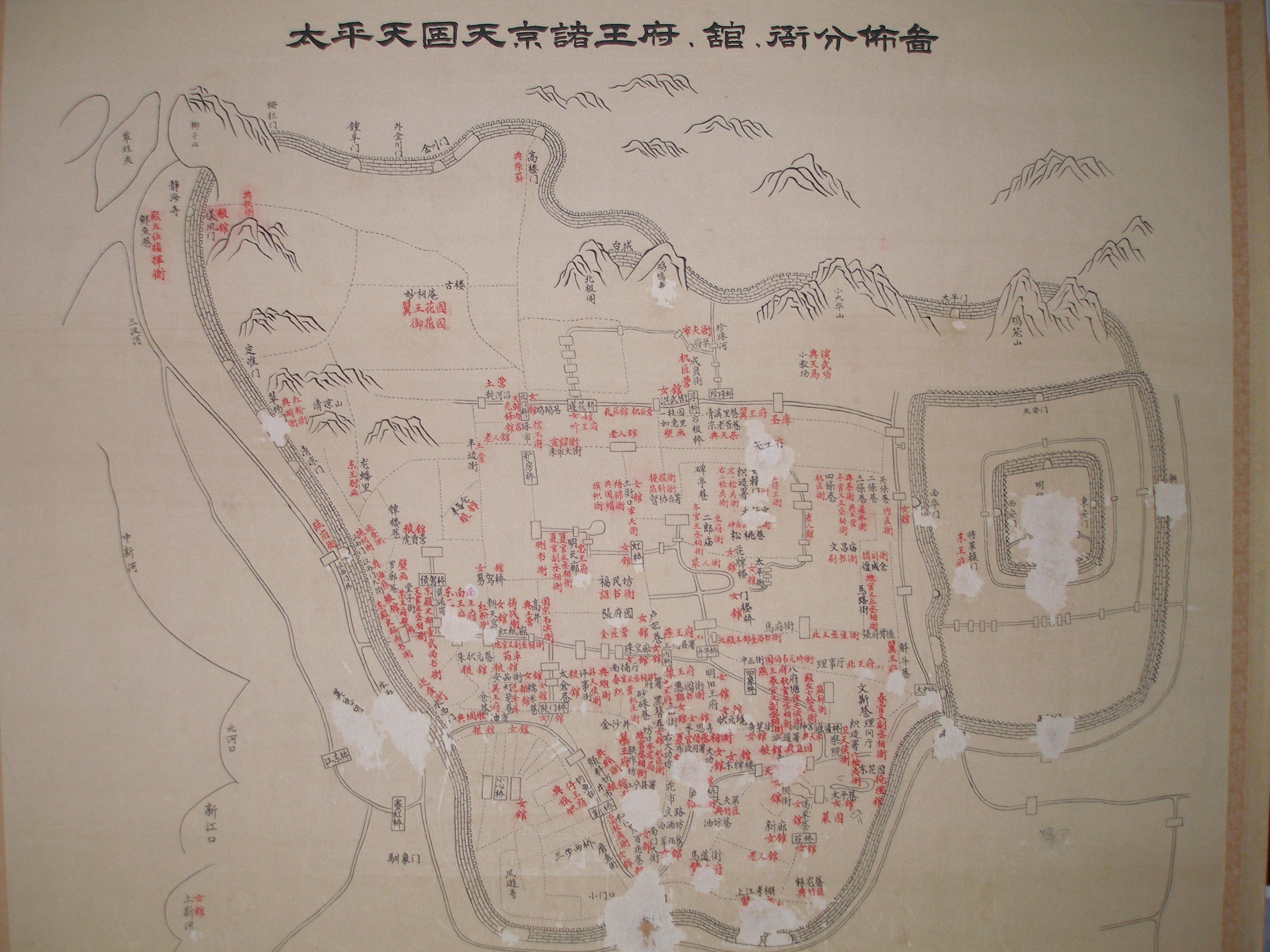
Mapa de Nanjing en temps de l'ocupació taiping.

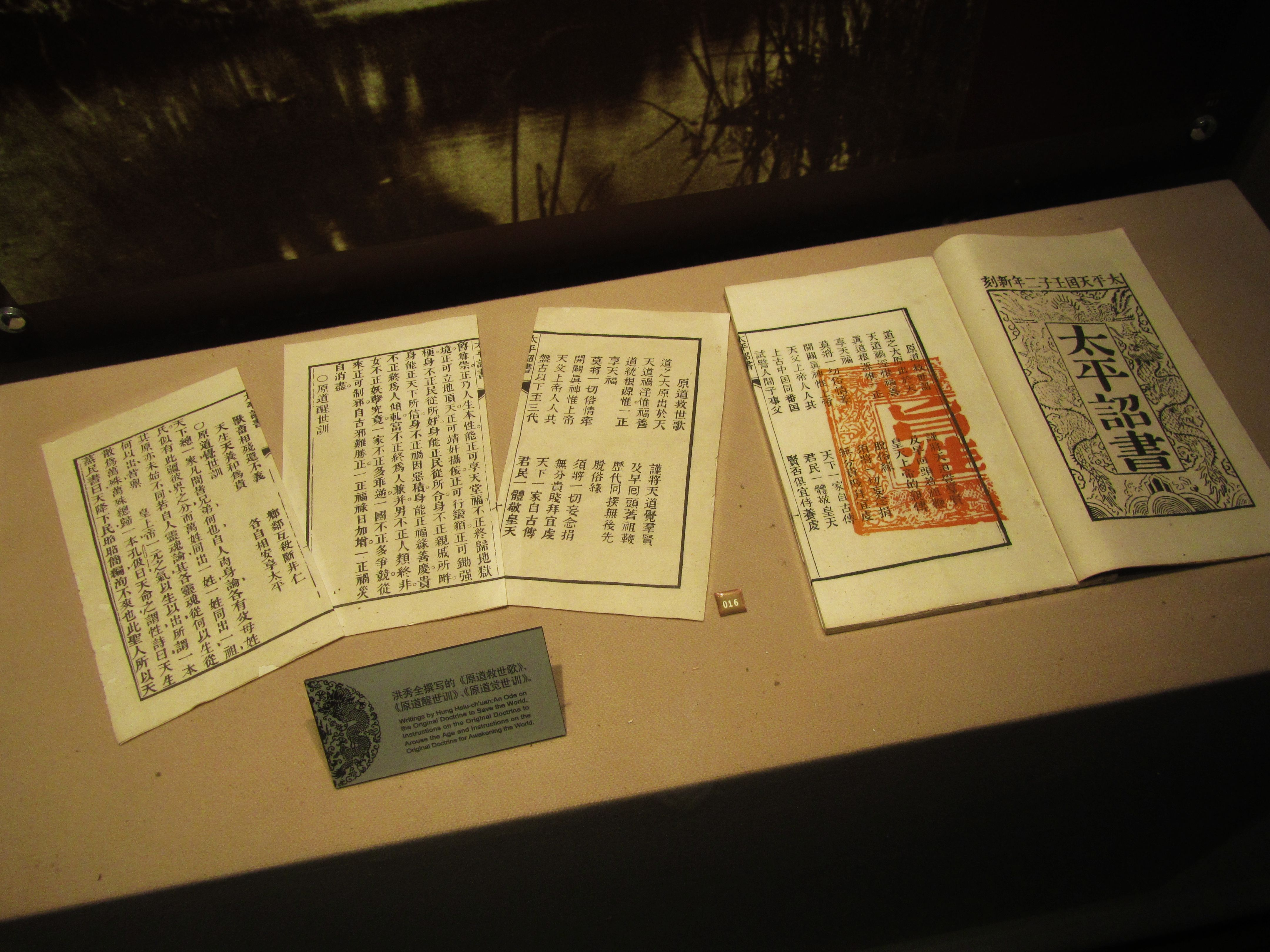
Proclames religioses de Hong

Entre la segona meitat de 1851 i finals de 1852, les forces taiping van emprendre una retirada cap al nord per evitar l'avanç de l'exèrcit imperial. Els revoltats van travessar la província de Hunan, assetjant les poblacions de la conca del riu Xiang fins a arribar a Changsha. Seguidament, van ocupar les antigues ciutats de Yuezhou i Wuchang poc després d’arribar a la conca del Yang-tsé. En aquest punt, els dirigents Taiping van decidir canviar el rumb i seguir el curs del riu cap a l'est, arribant el febrer de 1853 a la ciutat d’Anqing. Mentre es produïa aquesta mobilització, les forces imperials simplement van derrotar un escuadró dirigit per Hong Daquan, un rebel que probablement estava al capdavant d’alguna de les cèl·lules subjectes a la Báiliánjiào i que, per ser afecte a Hong, havia rebut algun títol honorífic. Malgrat tot, les relacions amb aquestes sectes minoritàries s'acabarien deteriorant.
El 19 de març de 1853, els taiping van ocupar la ciutat de Nanjing, a la que van titular “Tianjing” per deixar constància que es tractava de la Capital Celestial del seu regne. El primer acte que van dur a terme a la ciutat va ser la persecució, violació i execució de tots els homes i dones pertanyents a l’ètnia manxú, a la qual consideraven com l’origen de tots els mals. Poc després, els taiping van començar a organitzar diverses expedicions cap al nord i l'oest, en un esforç per alleugerir la pressió sobre Nanjing i incrementar els guanys territorials. En pocs anys, els taiping arribarien a amassar territoris sobre quinze de les divuit províncies de l’imperi.Si més no, la primera expedició cap a Beijing va ser tot un fracàs, mentre que la segona va tenir un èxit moderat. Aquell mateix any, Hong Xiuquan va retirar-se de l’activitat política i administrativa per dedicar-se, exclusivament, a governar mitjançant proclames religioses. La realitat era que vivia envoltat de luxes i acompanyat d’un harem de dones. Des de 1851 el poder s’estructurava com una teocràcia, on Hong s’erigia en monarca religiós i el poder es dividia en sis dels seus deixebles: Yang Xiuqing (Comandant de l’Est), Wei Changhui (Comandant del Nord), Shi Dakai(Comandant dels Cinc mil anys), Hong Rengan (Rei de l’Escut) i, finalment, Feng Yunshan⁣ (Comandant del Sud) i Xiao Chaogui(Comandant de l’Oest), tot i que aquests últims van morir en combat a l’estiu de 1852. Aquesta divisió del poder militar no va tardar a generar disputes internes per fer-se amb el monopoli del govern.

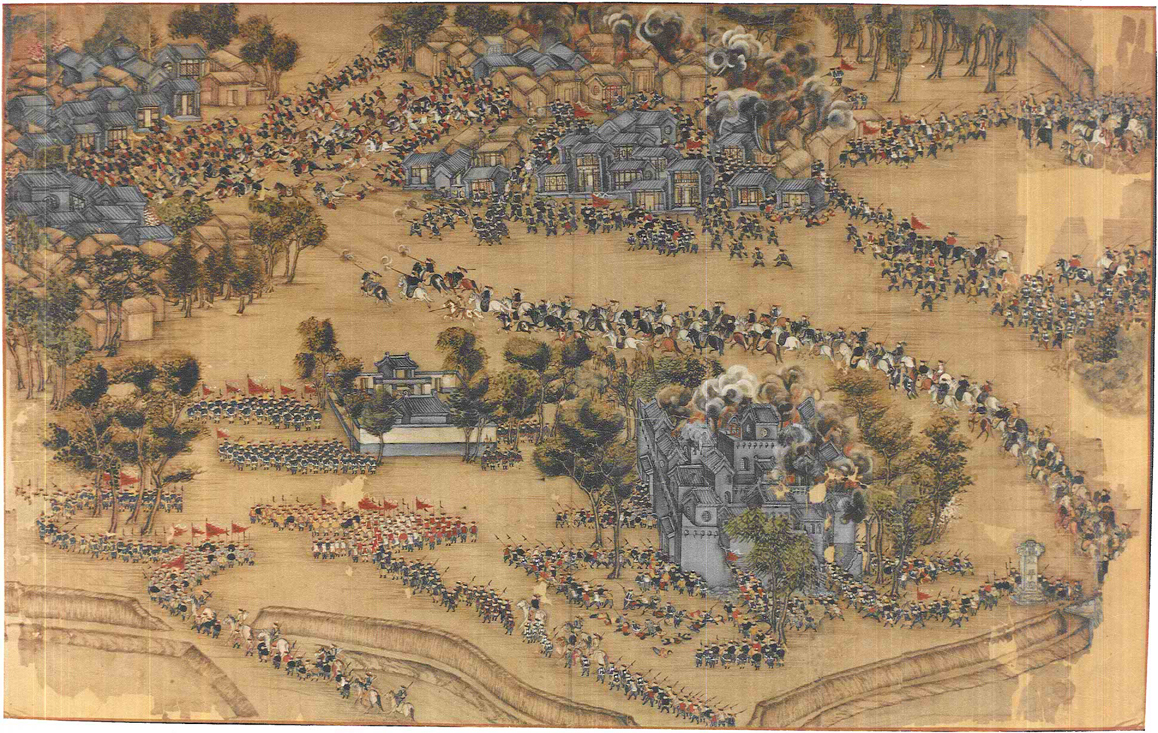
Les forces expedicionàries nortenyes dels taiping escapen de la ciutat de Fucheng (Hebei) després de trencar el bloqueig de les tropes imperials (1854).

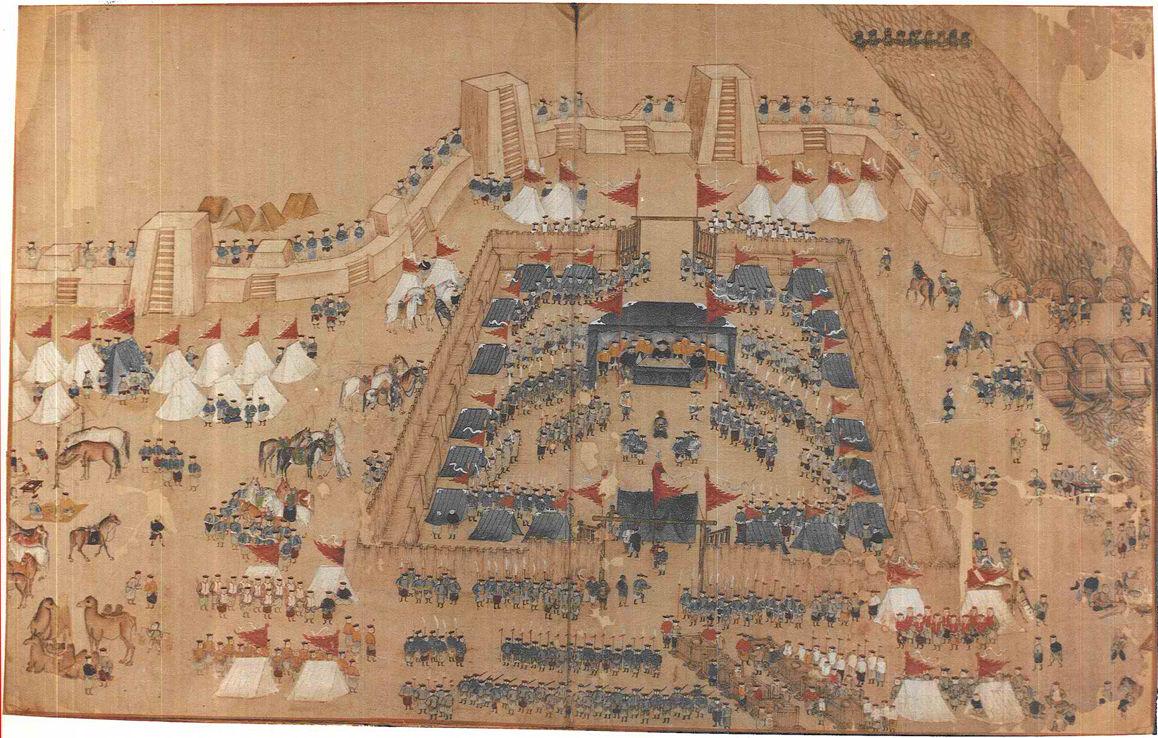
L'exèrcit Qing va derrotar les tropes expedicionaries nortenyes dels taiping a la població de Lianzhen (Hebei), després de deu mesos de setge. (1855).

## Disputes dins del bàndol revoltat: L'incident de Tianjing(1856)
Després de la seva entrada al moviment l’any 1850, Yang Xiuqing també van afirmar tenir la capacitat de parlar en nom dels membres de la “Família Celestial”, guanyant popularitat entre els seguidors del moviment. Des de llavors, Hong i Yang havien protagonitzat profunds desacords en qüestions polítiques i religioses. Per aquest motiu i gràcies a l’extensa xarxa d'espies de Hong, aquest es va tornar cada cop més insegur de les ambicions de Yang, qui emprava els seus “poders” per fer proclamacions en benefici propi. Finalment, a l’estiu de 1856 va esclatar un conflicte intern entre ambdues faccions que s’acabaria coneixent com l’incident de Tianjing.
El 20 de juny d’aquell any, l’exèrcit Taiping aconseguia derrotar les tropes imperials que feia tres anys que assetjaven la capital. Aprofitant el període de calma, Yang Xiuqing va enviar als militars més poderosos, els comandants Wei Changhui i Shi Dakai, a més del general Qin Rigang, a controlar les províncies frontereres. Seguidament, va fingir tenir una visió on el “pare celestial” li atorgava un títol equivalent al “d’immortal” [萬歲: Wansui]; honorífic que fins llavors només havia ostentat Hong. Malgrat que aquest últim va mostrar-se d'acord amb la proclama de Yang, en adonar-se de l’ordre que havia enviat a la resta de Tropes va considerar la traïció, començar a planificar l’assassinat del seu adversari. Ràpidament, va demanar a les tropes que tornessin a la capital. Els primers a arribar van ser Wei i Qin, qui després de consultar-ho amb Hong, van decidir no esperar l'arribada de Shi Dakai i actuar. Les seves tropes van assaltar immediatament el palau de Yang, matant-lo a ell i, seguidament, a la seva família i tropes. Setmanes després va arribar Shi Dakai, el qual va mostrar-se descontent per la carnisseria que havien incentivat Wei i Qin. Si més no, després de ser acusat de traïdor i veure que la seva vida també corria perill, va fugir de la capital aquell mateix dia. A la nit, les tropes de Wei i Qin van assaltar la mansió de Shi i van matar la seva família i el seu seguici. Per venjar-se, Shi va consolidar un exèrcit de 100.000 homes i es va plantar davant de Tianjing, exigint els caps de Wei i Qin. Atemorit, Wei va dir a Qin que bloquegés l'avanç de Shi mentre ell conspirava per empresonar Hong, però aquest últim es va avançar als seus plans i va fer que els seus propis guardaespatlles el matessin. Poc després, Qin va ser assassinat d’una manera similar.

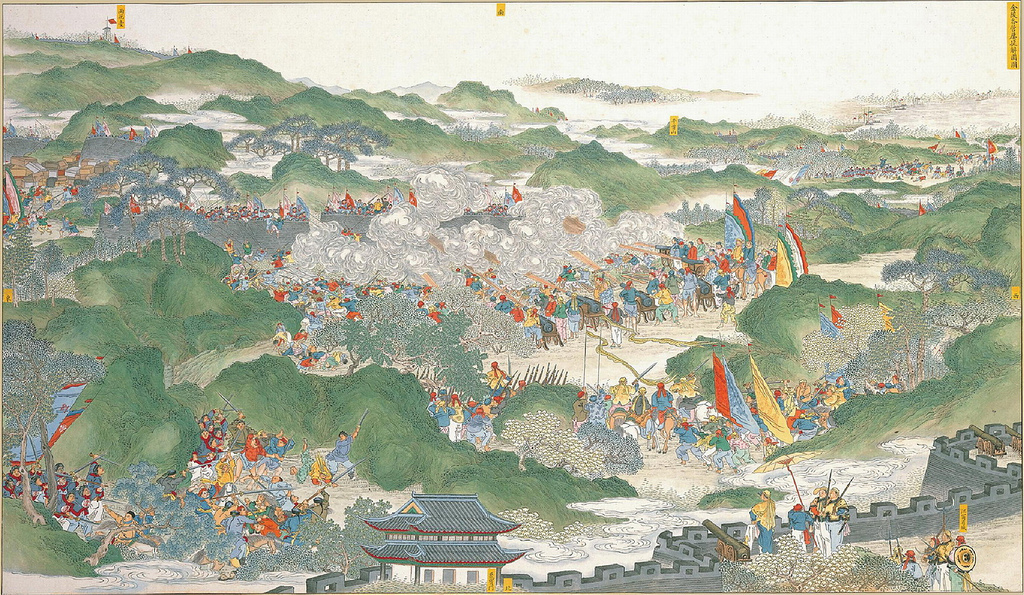
Una escena on es representa l'aixecament del setge de Nanjing per part de les forces taiping (1856)

Després de l'incident de Tianjing, els líders del moviment van perdre gradualment el suport popular i la revolució va començar a decaure. Les disputes internes i la mort dels comandants més destacats va sacsejar profundament la moral de l’exèrcit, el qual van començar a enllaçar derrotes contra les forces dels Qing, fent que els territoris del Regne Celestial comencessin a reduir-se fins a decantar-se cap a la derrota. Davant d’aquesta situació desconcertant, Shi Dakai va rebre el control dels cinc exèrcits Taiping, que es van consolidar en un de sol. Ràpidament, la popularitat que va guanyar-se Shi va servir per a revifar la moral de l’exèrcit, però també va alimentar la faceta conspiradora de Hong, el qual va intentar frenar el seu ascens dividint novament l’exèrcit i posant als seus germans en substitució dels comandants assassinats. Aquesta decisió va desagradar a Shi, ja que considerava que es tornava a obrir la possibilitat d’ocasionar una guerra interna. Arran d’aquesta decisió, les creixents desavinences entre Shi i Hong acabarien amb la dissolució de bona part de l’exèrcit, ja que l'any 1857, veient que les sospites de Hong no es dissipaven, el comandant va decidir abandonar la capital junt amb el seu cos militar. Els líders restants del moviment van intentar ampliar el seu suport tot recorrent a les potències europees, ja  fins llavors només havien donat suport tàctic als Qing, però el fracàs de les negociacions junt amb la decisió de Shi van posar en perill l’estabilitat del Regne.

## El declivi i caiguda del Regne Celestial de la Gran Pau (1856-1871)

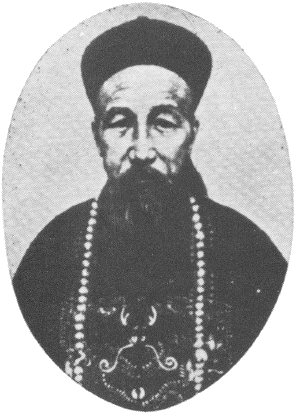
Retrat de Zeng Guofan.

Mentre els taiping lidiaven amb els conflictes interns, les classes rurals tradicionalistes del sud de l’imperi, inquietes per la violència i l’estricta ideologia dels taiping, van decidir posicionar-se en favor de la dinastia manxú. En aquest context, diverses guerrilles de la província de Hunan van unificar-se sota el lideratge de Zeng Guofan, un funcionar imperial descendent d’una rica família de terratinents. Arran d’aquesta unió s’acabaria solidificant un exèrcit regular que passaria a la història pel seu paper decisiu en la caiguda del regne dels taiping, l'Exèrcit de Xiang. Aquest demostrar la seva eficàcia revertint el poder dels revoltats a les províncies de Hubei i Jiangxi.
El desembre de 1856 les forces imperials van recuperar, definitivament, la ciutat de Wuchang (dos anys abans l’exèrcit de Xiang havia aconseguit recuperar-la, però els taiping van aconseguir prendre-la de nou). El maig de 1858 les tropes de Zeng van capturar la ciutat de Jiujiang, des d’on van poder recuperar la resta de la província de Jiangxi.
El 1859, dos anys després que Shi Dakai hagués abandonat Nanjing, veient que la moral de les tropes taiping continuava malmesa, Hong Xiuquan va posar al seu cosí Hong Rengan al capdavant de l’exèrcit. Ràpidament, tement l’avenç de l’exèrcit de Xiang, Hong Rengan va elaborar un ambiciós pla per defensar i ampliar els límits del regne. Gràcies a aquest, el maig de 1860, els taiping van derrotar les forces imperials dels voltants de la capital, expulsant-les de la regió i obrint-se pas cap al sud per envair les províncies més riques de l’imperi, Jiangsu i Zhejiang. Els seus esforços van tenir èxit, prenent les ciutats de Hangzhou, Changzhou i Suzhou. Tanmateix, mentre les forces de Hong Rengan estaven ocupades a Jiangsu, les forces de Zeng van baixar pel curs del Yang-tsé fins a arribar a les portes de Nanjing.

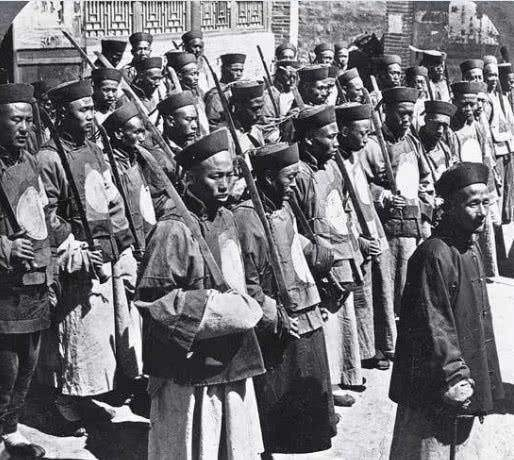
Soldats de l'Exèrcit de Xiang.

L'octubre de 1860 es posava fi a la Segona Guerra de l'Opi. L’imperi Qing firmava una resolució i es sotmetia novament als designis de potències occidentals, però a canvi, rebia armament i suport tàctic per resoldre el conflicte intern. Un any més tard, a finals d’estiu de 1861, poc després de l'emperador Xianfeng i l'ascens de Tongzhi, l'exèrcit de Xiang va capturar Anqingamb l’ajuda d’un bloqueig naval imposat per la Royal Navy. Dos mesos abans, veient que els vaixells mercants britànics comerciaven subministraments amb l’exèrcit revoltat, Zeng va negociar un acord negociar amb el cònsol britànic per paralitzar aquests intercanvis. Davant d’aquesta situació, a finals de 1861, els taipings van llançar una darrera expedició cap a l'est: Si bé les ciutats de Ningbo i Hangzhou van caure, el gener de 1862 les tropes revoltades van quedar aturades a les portes de Shanghai.

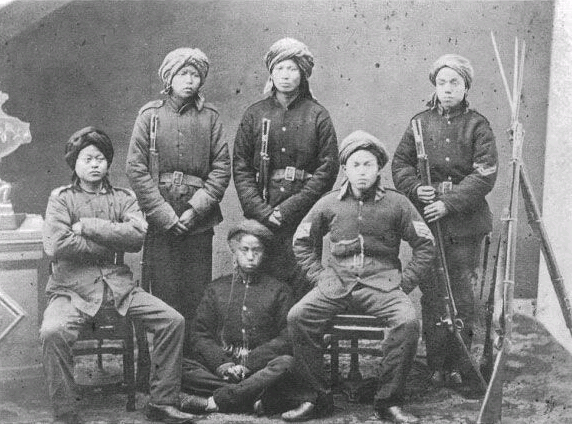
Soldats de l'exèrcit Sempre Victoriós.

La decadència dels taiping es faria evident al juny d’aquell mateix any, després de ser rebutjats a Shanghai gràcies a una coalisió de tropes partidàries als Qing, entre les quals es trobava una divisió comandada per oficials europeus. Aquest petit esquadró, conegut com a “l'Exèrcit Sempre Victorios” [常勝軍: Cháng shèng jūn], seria fonamental en la derrota dels rebels, ja que es tractava d’una força militar experimentada i molt ben equipada, entrenada i comandada pel mercenari estatunidenc Frederick Townsend Ward i el general britànic Charles George Gordon. Després d’expulsar-les l’esquadró de TowNsend va ajudar a alliberar alguns dels ports dels voltants de Shanghai, com el de Ningbo. Seguidament, van reconquerir els enclavaments que havien erigit els revoltats al llarg del riu Yang-tsé. Poc després, conscient de com s’acabaria decantant el conflicte, l’exèrcit de Shi Dakai va rendir-se a Sichuan, on poc després va ser executat. Això no obstant, pel que fa als seus seguidors, si bé alguns van escapar a les regions remotes de l’imperi, molts altres van ser alliberats a canvi d’unir-se al bàndol imperial. Després d’això, les forces imperials van reorganitzar-se sota el comandament dels generals Zeng Guofan, Zuo Zongtang i Li Hongzhang, iniciant una reconquesta del territori. Davant les nombroses pèrdues humanes que generava cada batalla, Zeng, Zuo i Li van dedicar-se a reclutar i formar civils entre els pobles que anaven ocupant. Amb aquesta pràctica, a principis de 1864, el control de la dinastia sobre la majoria d’àrees ocupades va quedar restablert.

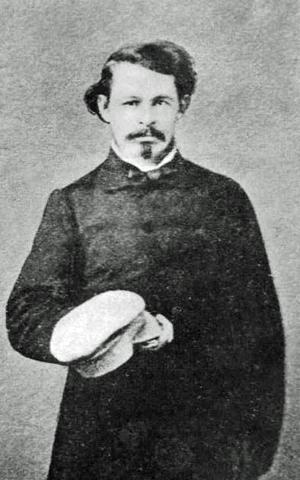
Retrat de Frederick T. Ward.

Des del maig de 1862 l'exèrcit de Xiang va mantenir la posició a les portes de Nanjing, desproveint de recursos als revoltats, tot i que numèricament les seves forces eren superiors a les de Zeng. Tot i que Hong va declarar que Déu defensaria la seva causa, el juny de 1864 les forces imperials van iniciar la seva marxa cap a la capital. Poc després d’assabentar-se, Hong va morir. Des de la historiografia, s'han donat explicacions molt disperses sobre aquest fet: Les fonts primàries asseguren que Hong va morir d’intoxicació alimentària a conseqüència de la falta d’aliments que patia la capital i, poc després, les forces imperials van irrompre-hi, però la seva fiabilitat és dubtuosa. Posteriorment, s’ha suggerit que Hong patia d’alguna malaltia, possiblement relacionada amb les visions que patia, i que va aguditzar-se davant la falta d’aliments. A més, quatre mesos abans de la caiguda del seu regne va abdicar en favor del seu primogènit, Hong Tianguifu, de tan sols quinze anys. També s’ha suggerit que va suïcidar-se ingerint algun verí. Fos com fos, el seu cos va ser enterrat a l'antic Palau Imperial de Nanjing, però després de la caiguda de la ciutat, Zeng Guofan va ordenar l’exhumació i crema del seu cadàver. Més tard, com a càstig sobre la seva ànima, les cendres de Hong van ser disparades amb un canó per assegurar-se que les seves restes no tinguessin lloc de descans.
L'ocupació de Nanjing va ser cruenta i sanguinària, ja que centenars de milers de soldats d’ambdós bàndols van sacsejar la ciutat fins a no deixar-ne rastre, malgrat que encara hi vivien molts civils. La falta d’experiència del fill de Hong i la situació desesperada dels revoltats va fer que, després de la caiguda de la seva capital el juliol de 1864, el Regne Celestial de la Gran Pau es desintegrés ràpidament. No obstant això, encara quedava una petita resistència lluitant al nord de Zhejiang encapçalada per Tianguifu, que havia aconseguit fugir durant l’ocupació. Malgrat tot, l'octubre de 1864 va ser apressat i executat al costat de la majoria dels generals fidels als taiping. A partir de llavors, la resistència va desplaçar-se gradualment cap a les terres altes de Jiangxi, Zhejiang, Fujian i Guangdong, on s'establirien diversos centenars de milers de tropes que continuarien la lluita arribant algunes fins a l'Annam. Tanmateix, a principis de 1866 la majoria de les esquadres havien sigut eliminades i la major part de les forces van s’havien unit sota la direcció de Li Fuzhong, un excomandant de Shi Dakai. Finalment, no va ser fins a l'agost de 1871 que l'últim exèrcit de Li va ser eliminat completament a l’àrea que uneix les fronteres de Hunan, Guizhou i Guangxi.

## Conseqüències
Les estimacions sobre el nombre de morts durant la rebel·lió de Taiping són més aviat especulatives a causa de la manca d'un cens fiable. Generalment, les fonts més citades calculen que el nombre total de víctimes durant els gairebé catorze anys del conflicte, oscil·laria entre els 20 i els 30 milions. Tot i que la majoria dels morts s’atribuirien a les malalties i les onades de fam conseqüents.
Durant la guerra civil, els Taiping van deixar un llegat revolucionari que va desencadenar una sèrie d'aixecaments simultanis a tot l'imperi. Tot i la caiguda de Nanjing el 1864 i la derrota del comandant Li el 1871, aquesta herència revolucionària, agreujada pel context violent de la guerra, va ser abraçada i reinterpretada per les ètnies minoritàries. Aquestes comunitats, amb un ric historial d'opressió i sotmeses a les polítiques centralistes de l'imperi, van adoptar la lluita per reclamar la formació de les seves pròpies comunitats.
Cal destacar que sovint aquests aixecaments s'han associat directament amb l'etnicitat predominant dels revoltats. No obstant això, en realitat, es tractaven de moviments heterogenis. A l'instar de la Revolució Taiping, aquests grups van integrar individus de diverses procedències i ocupacions, units pel seu comú anhel de llibertat. Aquesta diversitat inclou tant marginats socials com ciutadans que ho havien perdut tot a causa de les guerres o els desastres naturals, així com intel·lectuals, militars i magistrats proscrits per la seva oposició al règim manxú.
L'any 1853 es va produir un aixecament de l'ètnia nian entre les províncies de Shandong i Jiangsu, que es va mantenir actiu fins al 1868. Un any més tard, es van iniciar dues grans revoltes armades: la primera liderada per les tribus miao de Guizhou, amb la participació de membres de les tribus Buyi i Dong, formant guerrilles que van operar fins al 1873. La segona, coneguda com la Rebel·lió dels Turbant Vermells, va abastar les sis províncies del sud-est de l’imperi, a més de l’illa de Taiwan. Tots aquests aixecaments es van convertir en focus alternatius d'agitació durant i després de la guerra dels Taiping, ja que la majoria van col·laborar obertament amb un bàndol o l’altre durant el conflicte, reclutant a molts dels militars proscrits, especialment després de la caiguda de Nanjing. Les conseqüències d’aquesta pràctica van manifestar-se durant les escaramusses de clans veïns, on un s’enfrontaven als altres depenent del suport que havien ofert. Això es va evidenciar en els conflictes entre els hakka i els punti, que es van prolongar fins al 1868 i van causar milions de víctimes a la província de Guangdong.

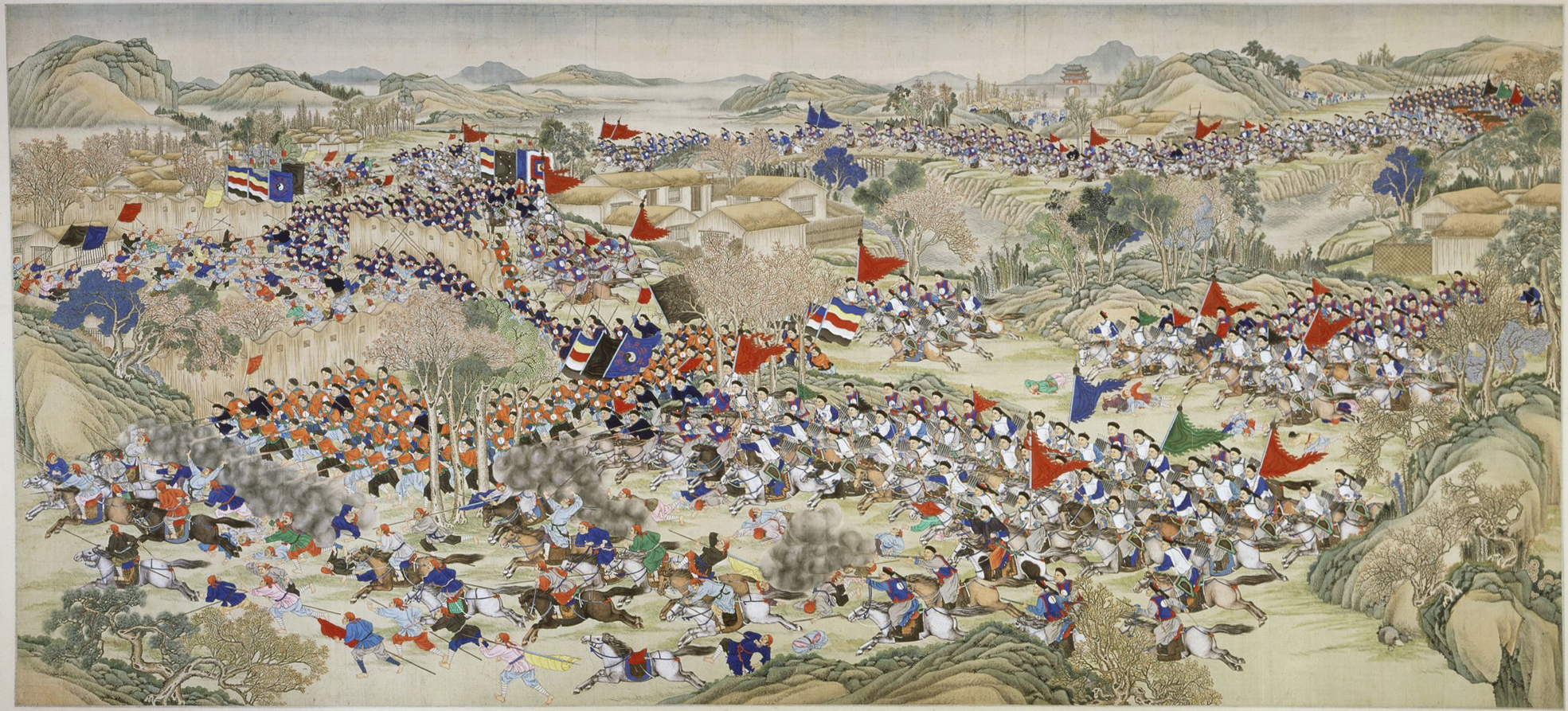
Una escena de la Rebel·lió Nian (1851-1868). Probablement es tracta de la batalla del riu Inlon de 1867.

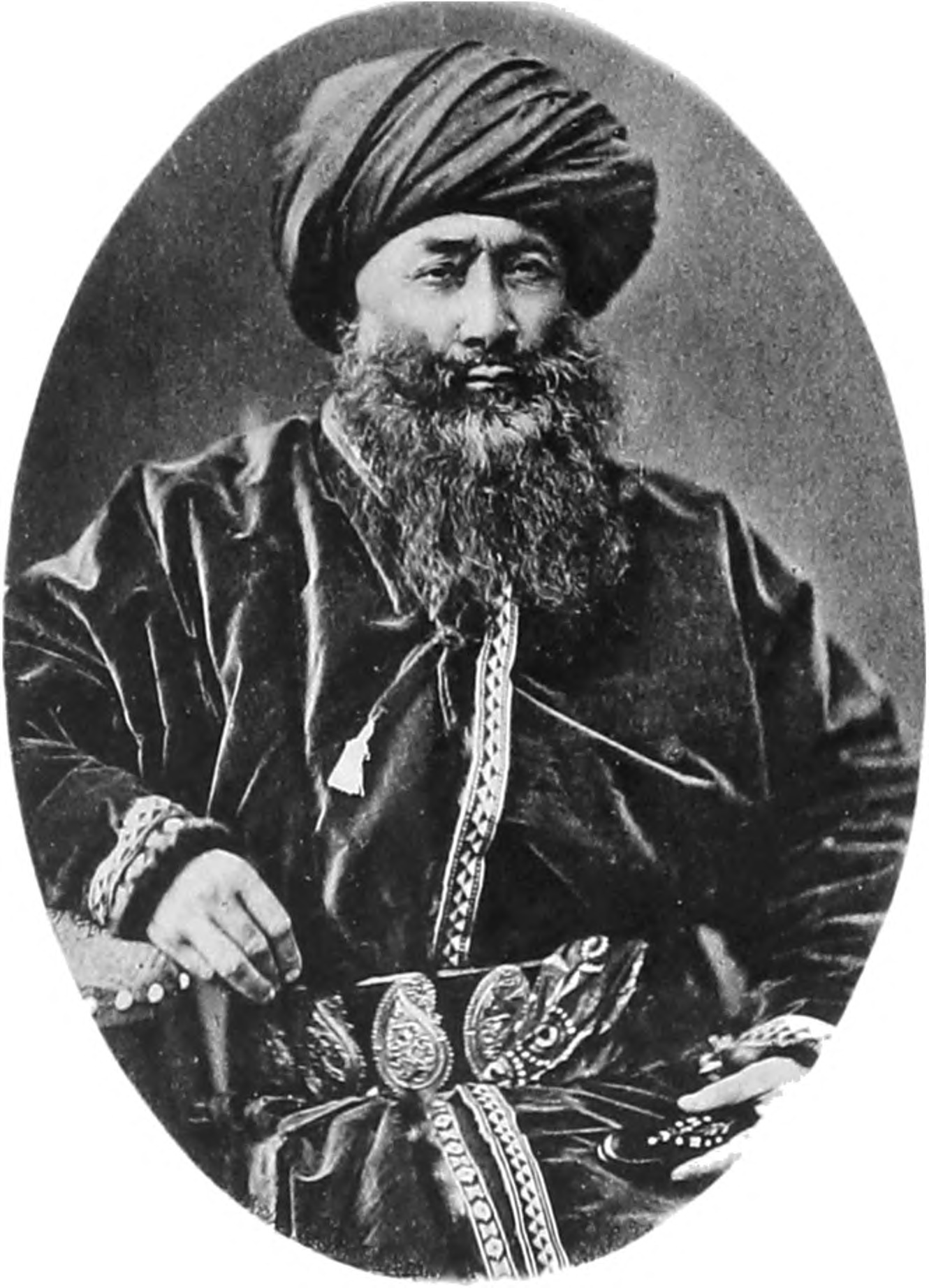
Retrat de Yakub Beg.

De forma ininterrompuda, entre 1856 i 1873, va tenir lloc la Revolta Panthay, una comunitat amb arrels musulmanes assentada al Yunnan. Aquest episodi va preanunciar les dues onades de rebel·lions musulmanes que esclatarien a principis dels anys seixanta. En primer lloc, l’any 1864, els grups dungans i hui, adherents a les creences sufís i establerts a les províncies de Gansu, Shaanxi i la regió de Ningxia (a la frontera entre Mongòlia i Shaanxi), van iniciar una sèrie d'enfrontaments que es van prolongar intermitentment fins a finals de segle. Segons Sepece la rebel·lió Dungan va començar l'any 1862, no com un aixecament planificat sinó com una resposta a diversos conflictes i aldarulls locals; sembla que un d’aquests litigis va girar entorn del rumor que els musulmans hui estaven donant suport als rebels taiping que havien escapat. Més tard, l'any 1866, es va desencadenar un conflicte a la regió de Qinghai com a resultat de la confrontació entre faccions musulmanes, principalment liderades pels hui, i els xinesos Han i els manxús. És probable que diversos proscrits partissin cap a l'oest, però no de manera premeditada, ja que precisament, una de les raons per les quals els taiping van ser derrotats va ser la seva incapacitat per coordinar la seva revolta amb altres moviments insurgents. Tot i això, la situació de violència va arribar al seu punt àlgid amb l'arribada de Muhammad Yakub Beg, un destacat cap militar del Khanat de Kokand, al qual els musulmans de Kaixgar van sol·licitar ajuda. La presència d'aquest líder va suposar un greu problema per a la dinastia manxú. Gràcies al suport tàctic de l'Imperi Rus, l'any 1865, Yakub Beg va aconseguir expulsar les tropes imperials de la regió de Xinjiang i va establir el seu propi khanat independent, que va mantenir fins al 1877. Tot i això, la seva dinastia va ser efímera ja que, a finals d’aquella dècada, el govern Qing va obtenir un préstec de les potències occidentals per finançar un exèrcit destinat exclusivament a reconquerir, reprimir i censurar el seu llegat.

## Conferència d'Eduard Toda sobre els efectes de la guerra civil

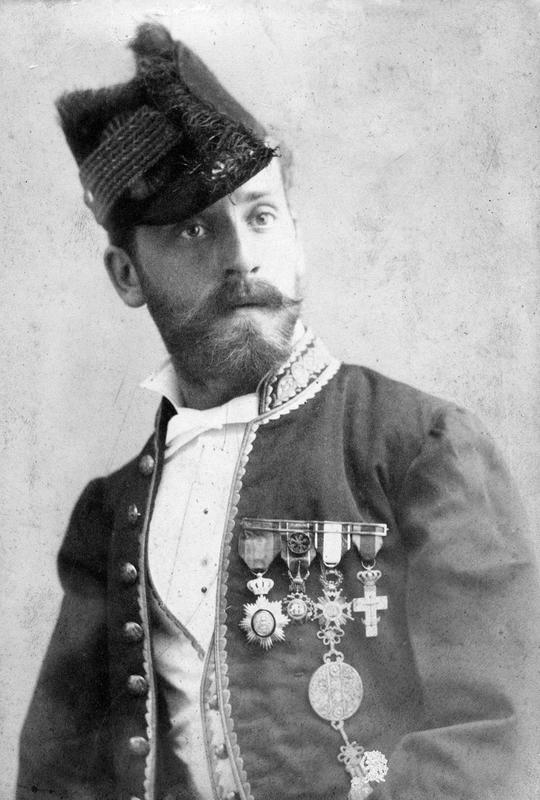
Retrat d'Eduard Toda, amb l'uniforme reglamentari de vicecònsol espanyol.

Eduard Toda i Güell va ser un diplomàtic reusenc que va residir en diversos indrets de la Xina entre els anys 1876 i 1882. A banda de les tasques que li requeien com a vicecònsol en representació del Regne d'Espanya, també va dedicar-se a traduir textos i recopilar materials relacionats amb la història de la Xina. L'any després del seu retorn a Catalunya, un periodista ens relata com va desenvolupar-se una de les seves conferències davant de l'Associació Catalanista d'Excursions Científiques, on explicava, en relació amb una sortida als afores de Shanghai i a la ciutat de Nanjing, els efectes encara presents de la guerra civil i la informació històrica que havia extret al respecte.
UNA EXCURSIÓ Á TUNG HOA Y NAN-KIN (XINA), Y VISITAS ALS MAUSOLEUS IMPERIALS DE LAS ANTIGÁS DINASTÍAS
Davant d’una numerosa y escullida concurrencia que omplia’l local com pocas vegadas s'hagi vist, tingué lloch la conferencia donada per lo Sr. D. Eduart Toda lo I.er. del passat Juny. Lo senyor President de l’Asociado, D. Joaquim Riera y Bertrán, obrí la sessió pronunciant un breu discurs presentant á la societat al conferenciant, dedicantli justos y entussiastas elogis, tant baix lo punt de visia de ilustre compatriota nostre, com baix lo de veritable excursionista y terminá anunciant que aviat se posará en camí per fer nous viatjes que han de esser de profit pera la nació en general y de gran honra pera nostra estimada Catalunya.
Inmediatament lo senyor Toda feu ús de la paraula comensant per donar las gracias á la Presidencia dels elogis que li havia tributat. Lo lema de la conferencia foren los viatjes fets á las ruinas del temple Tung Hoa y la ciutat de Nan-Kin, antiga capital del imperí xino.
Al efecte, partiren los expedicionaris de Shanghai per lo canal de Suchao [canal de Suzhou]: lo qui acompanyava al Sr. Toda era un tinent de Navio de la armada francesa lo Comte de Carfort. Lo barco fou batejat ab lo nom de Otger y en sa bandera hi ostentava la creu de Tarragona. La Xina está composta de Térras molt baixas; sa extensió lo mateix que sa poblacio es pròximament lo ters de la total del mon, Se divideix en Xina propia (divuit provincias que constitueixen l’antich imperi) y las colonias ó dependencias que posteriorment hi foren agregadas, la Tartaria, la Mongolia, lo Turkestan y’l Tibet. La pat de las colonias es montanyosa y allí es ahont naixen los grans rius que anaren formant per aluvió la Xina propropia, sumament plana excepte algunas petites cordilleras que la creuhan. La gent es molt travalladora en conreu del camp; los rius estant embancats fjns al punt de que las térras son mes baixes que’l nivell de las ayguas, per exemple lo riu Yang-Tse (fill del Occeà) varia de nivell 52 peus inglesos, y está embancat en una distancia de mes de siscentas lleguas.
Sortí lo 7 de Novembre de 1881 lo senyor Toda per lo canal de Suchao, atravessantlo en tota sa exiensió fins á la terra dels llachs, per ahont corrían una infinitat de barcas pescadoras. Arrivaren al cap de dos dias á Suchao, célebre en aquell imperi tant per la seva extensió, com per tenir fama de esser lo bressol de las donas mes guapas y dels lletrats mes sabis de la Xina, lo qual ha donat peu á la formació d’un refrá popular que diu: «per ser felis s' ha de naixer á Suchao, viure á Cantón y morir á Liao-tung», ja que Suchao reuneix las condicions ja ditas. Cantón es la ciuiat del plaher, y á Liao-tung s’hi fá la millor fusta pera caixas de morts. La ciutat es nova y de las menos brutas, puix va ser reconstruhida fa pochs anys després de la gran rebelió deis Taiping. De la ciutat sortí per lo canal imperial, obra tal vegada mes gran que la famosa gran muralla, lo 10 de Novembre al matí admirant, á tot lo llarch dels banchs del canal, una gran renglera de archs de tríomf alsats per ordre imperial en honor dels mandarins fidels y de las viudes honestas, entenentse per tals las que’s quedan formant part de la familia aduch després de la mort del marit y arrivan pera curarlo fins á tallarse un bossi de carn del bras pera donarli á menjar com á medicina. S’encaminá á peu y tot cassant cap á una montanya d’aspecte volcánich ahont descubrí las ruinas d’uns temples: per totas parts se veyan mostras de la destrucció portada á cap per la rebelió abans indicada, puix la térra en una extensió de mes d' una llegua, estava plena de columnas trancadas, de capitells partits, de lápidas á bossins. [...]
Ab motiu d’aquesta destrucció doná lo conferenciant algunas noticias sobre la rebelió deis Taiping. Hung era un home vulgar, reprobat sempre en sos estudis universitaris; sa darrera rejecció tingué lloch á Cantón, ahont Hung va coneixer un missionista protestant, lo doctor Robert, de quí recullí algunas traduccions xinas dels llibres sants; exaltada la seva imaginació per sa falta d’éxit literarí, se vegé subjecte á atachs nerviosos que li produhíren visions extranyas fentli creure que era’1 fill de Deu y germá de Jesucrist enviat á la térra pera exterminar als dimonis representáts per los Tártars que, en lo sigle XVII, conquistaren la Xina. Feu una especie de proclama política y religiosa, barreja extranya de creencias y preocupacions xinas é ideas cristianas, y en 1849 llensá’l crit de rebelió contra’l gobern imperial desde las montanyas Kuan-Si, reunint al seu voltant tots los lladres y piratas de la comarca ab los que organisá un exércit. Los imperialistas que sortien en sa persecució foren derrotats, y, de victoria en victoria, arrivá fins á davant de Nankin que conquista en 1851:en cinc ó sis mesos havia pogut reunir un exércit de 160,000 homes. Se feu proclamar emperador ab lo nom de Tai-ping (Gran tranquilitat) y dona á son regne lo de Tien-Kuo (Celest imperi.)  Desde aquell día lo gran imperi xino se trobava de fet dividit en duas nacions, ja que potser mes de 140 milions de súbdits estavan sostrets á la autoritat del Emperador tártar.
Comprenent lo rey Tai-ping que son poder no podía fermarse, sense atacar al Emperador en sa propia capital, ordena que sortís una expedido pera Pekín, composta de set mil homens y manada per un oficial inferior. Aqueix petit exércit lliurá vint batallas ab las tropas impertáis derrotantlas sempre, obrintse pas en una extensió de mil quatrecentas millas de terra enemiga de la qual no entenian ni la llengua, ni’n sabían los camins, guiantse per la brújula. Arrivaren á curta distancia de Pekin y allí se sostingueren durant tres mesos sufrint los rigors del fret de Mongolia; y veyent que no’ls arríbava del Sud cap classe de refors, tingueren que empendre la retirada sostenint en ella diferenis combats, tornant á entrar en Nankin com si no mes vinguessin de realisar un passeig militar. Hung no comprengué'l que ab aqueixa expedició s’hi jugava’l trono, y’l va perdre á consecuencia de sa imprevisió; si en lloch d’aqueixa petita divisió hagués enviat al Nort un exércit formidable, l'emperador s' hauría refugiat á Tartaria y la Xina haguera tingut de nou una dinastía nacional.
Lo desvaneixement del poder va fer perdre á Hung la poca rahó que li quedava y tancat en son palau, rodejat d’una Cort de donas, aquell epiléptich vegé renovarse las visions que abans tenía y no cuydá d’organisar sas tropas. La insurrecció se fomenta dintre sas filas: dos dels generalíssims anaren á conspirar contra’l rey Tai-ping dintre de la famosa Torre de porcellana. Aquesta conjuració fou descoberta á temps, los seus capdills degollats y la torre llensada als ayres per la explossió de cent barrils de pólvora.
Mes la desorganisació entrava per tot en lo camp rebeld, mentres que los imperialistes se refeyan ajudats per la intervenció anglo-francesa, y per fi Nan-Kin fou sitiat y quant Hung vegé  perduda la partida se tancá en son palau, al que ficá foch cremant-se éll y tota sa familia.